# Роляно
Роля̀но (на италиански: Rogliano) е градче и община в Южна Италия, провинция Козенца, регион Калабрия. Разположено е на 660 m надморска височина. Населението на общината е 5718 души (към 2012 г.).